# It's Only Love (canción de Bryan Adams)
«It's Only Love» es un hit de rock a dueto por los ganadores de los premios Grammy Bryan Adams y Tina Turner. Fue incluido en el álbum de Bryan Adams Reckless y en el álbum en vivo de Tina Turner Tina Live in Europe, en un principio, la canción fue añadida en sus álbumes compilatorios de grandes hits: Adams en el álbum Anthology y en el caso de Tina Turner, en el All the Best. La canción alcanzó el puesto número 15 en el Billboard Hot 100 y en los Estados Unidos en número 29 en el Reino Unido. La versión en vivo incluida en el sencillo 12" de 1985 reapareció para el álbum de Tina Turner de 1988 Tina Live in Europe.
Adams dijo a Songfacts que esta ha sido una de las más memorables colaboraciones que ha realizado. Él ha explicado: "Trabajar con Tina Turner es increíble. Yo solía ir a verla en los clubes cuando yo estaba en mi adolescencia / 20 años de edad antes de que cayera en el gran momento. Fue increíble verla." Añadió: "Fue un privilegio haber cantado con ella, especialmente dado que tenía solo 24 en el momento."
- Datos: Q2329150